# About Time (албум)
About Time је дванаести албум британског састава Стренглерс објављен маја 1995. године. 